# Coupe Mitropa 1969-1970
Navigation
Édition précédente Édition suivante
La Coupe Mitropa 1969-1970 est la vingt-neuvième édition de la Coupe Mitropa. Elle est disputée par seize clubs provenant de cinq pays européens.
La compétition est remportée par le Vasas SC, qui bat en finale le FK Inter Bratislava, tenant du titre, sur le score de cinq buts à trois.

## Compétition
Toutes les rencontres se jouent dans un format aller-retour.

### Huitièmes de finale
Les matchs ont lieu du 29 octobre 1969 au 10 décembre 1969.
| Équipe 1               | Résultat | Équipe 2          | Aller | Retour |
| ---------------------- | -------- | ----------------- | ----- | ------ |
| FK Inter Bratislava    | 6-1      | First Vienna FC   | 6-1   | 1      |
| FC Wacker Innsbruck    | 3-32     | Csepel SC         | 1-2   | 2-1    |
| Hajduk Split           | 3-1      | AC Brescia        | 3-1   | 0-0    |
| Budapest Honvéd        | 3-2      | SS Lazio          | 1-1   | 2-1    |
| Vasas SC               | 4-3      | Vardar Skopje     | 1-1   | 3-2    |
| SK Slavia Prague       | 7-1      | Hellas Vérone     | 4-1   | 3-0    |
| FK Radnički Kragujevac | 2-1      | Lokomotiva Kosice | 2-0   | 0-1    |
| Admira Vienne          | 4-2      | Bohemians Prague  | 2-1   | 2-1    |

1Le First Vienna FC déclare forfait pour le match retour.

2Le FC Wacker Innsbruck se qualifie à la pièce jetée.

### Quarts de finale
| Équipe 1               | Résultat | Équipe 2            | Aller | Retour |
| ---------------------- | -------- | ------------------- | ----- | ------ |
| SK Slavia Prague       | 3-31     | Hajduk Split        | 1-1   | 2-2    |
| Admira Vienne          | 1-7      | Vasas SC            | 0-4   | 1-3    |
| FK Radnički Kragujevac | 2-5      | Budapest Honvéd     | 2-1   | 0-4    |
| FC Wacker Innsbruck    | 1-3      | FK Inter Bratislava | 0-3   | 1-0    |

1Le SK Slavia Prague se qualifie à la pièce jetée.

### Demi-finales
| Équipe 1         | Résultat | Équipe 2            | Aller | Retour |
| ---------------- | -------- | ------------------- | ----- | ------ |
| SK Slavia Prague | 1-2      | Vasas SC            | 1-1   | 0-1    |
| Budapest Honvéd  | 1-3      | FK Inter Bratislava | 0-1   | 1-2    |

### Finale
Les matchs ont lieu les 10 juin 1970 et 20 juin 1970.
| Équipe 1            | Résultat | Équipe 2 | Aller | Retour |
| ------------------- | -------- | -------- | ----- | ------ |
| FK Inter Bratislava | 3-5      | Vasas SC | 2-1   | 1-4    |